# Stazione di Bologna Rimesse
La stazione di Bologna Rimesse è una fermata ferroviaria posta sulla linea Bologna-Portomaggiore.
Si trova a Bologna, nel territorio del quartiere San Donato-San Vitale. Permette l'interscambio diretto con la stazione di Bologna San Vitale di Rete Ferroviaria Italiana.
È gestita da Ferrovie Emilia Romagna (FER).

## Storia
La fermata venne attivata il 31 maggio 1987, contemporaneamente ad altre due fermate, così da aumentare l'importanza della linea per il trasporto urbano.
Dall'11 dicembre 2022 la stazione è priva di traffico ferroviario, per via dei lavori di parziale interramento della tratta ferroviaria Bologna Zanolini-Bologna Roveri. Al momento dell'avvio dei lavori, il termine del cantiere, con la conseguente riattivazione del traffico ferroviario, è stato preannunciato per il 30 giugno 2025. Al termine dei lavori, la fermata verrà ricostruita in trincea.

## Strutture e impianti
Il binario è dotato di un marciapiede per garantire l'accesso ai treni all'utenza e di una pensilina.
La fermata sorge nelle immediate adiacenze della stazione di Bologna San Vitale, sulla ferrovia Bologna-Firenze e sulla ferrovia Bologna-Ancona. L'interscambio tra le due stazioni avviene tramite il marciapiede del binario 4 di Bologna San Vitale, ed è destinato a essere potenziato nell'ambito dei lavori di adeguamento di Bologna Rimesse agli standard del servizio ferroviario metropolitano di Bologna.

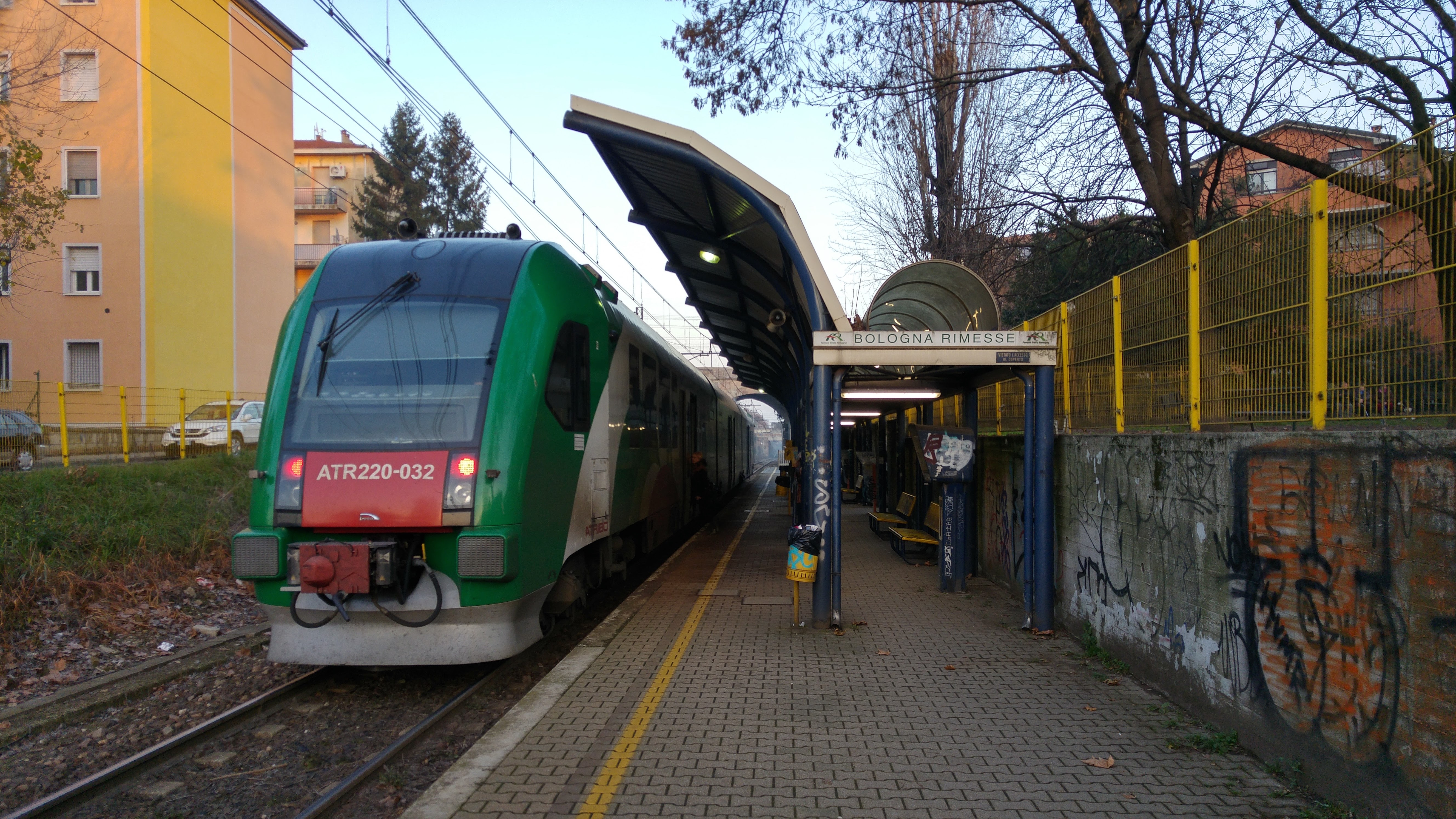
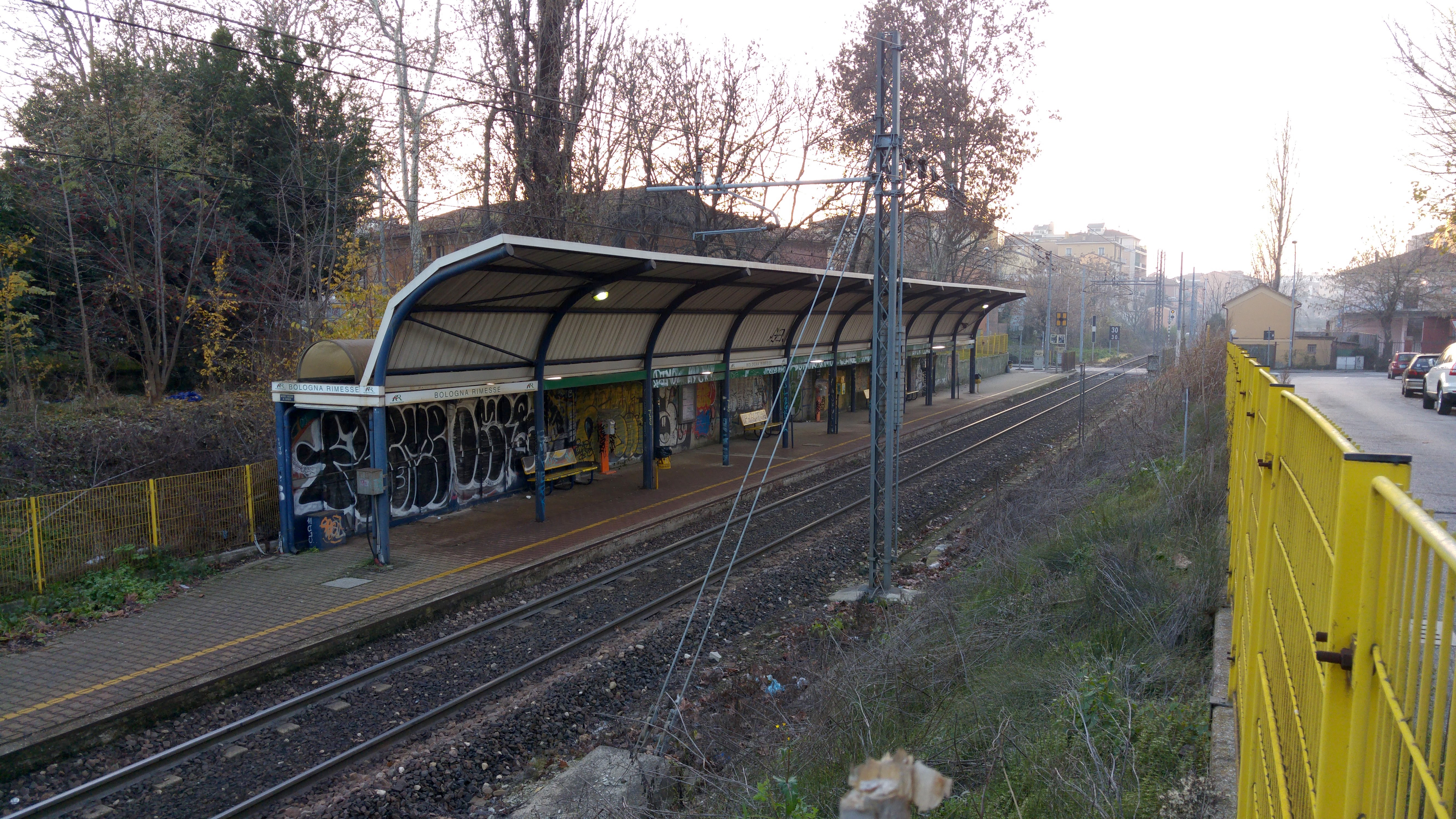

## Movimento
La stazione è servita dai treni regionali delle relazioni Bologna Centrale – Budrio e Bologna Centrale – Portomaggiore, appartenenti alla linea S2B (Bologna Centrale - Portomaggiore) del servizio ferroviario metropolitano di Bologna.
I treni sono svolti da Trenitalia Tper nell'ambito del contratto di servizio stipulato con la regione Emilia-Romagna.
A novembre 2019, la stazione risultava frequentata da un traffico giornaliero medio di circa 343 persone (173 saliti + 170 discesi).

## Servizi
La fermata dispone di:
- Biglietteria automatica

## Interscambi
- Stazione di Bologna San Vitale
- Fermata autobus (Stazione Rimesse, linee 14, 39, 89)